# Microchilo inexpectellus
Microchilo inexpectellus là một loài bướm đêm trong họ Crambidae.